# Vinkachtigen
Vinkachtigen (Fringillidae) zijn een familie van zangvogels waarbij de vinken, sijzen, haak- en kruisbekken en kanaries ingedeeld worden. De familienaam is afgeleid van het woord fringilla, Latijn voor vink (Fringilla coelebs), de meest algemene vertegenwoordiger van deze familie in Europa.

## Kenmerken
Het zijn meest zaadetende vogels met een korte, sterke snavel. Ze hebben een harde schedel en grote kaakspieren, die nodig zijn om de zeer harde zaden te kraken. De mannetjes verschillen meestal van de vrouwtjes in uiterlijk. 

## Leefwijze
De meeste vinken zijn territoriaal ingesteld, sommigen broeden coöperatief.

## Verspreiding en leefgebied
Ze komen voor in Noord-Amerika, Afrika, Azië en Europa.
Veel soorten komen voor op het zuidelijk halfrond. Eén familie, Euphonia is inheems in Zuid- en Midden-Amerika (het Neotropisch gebied). 

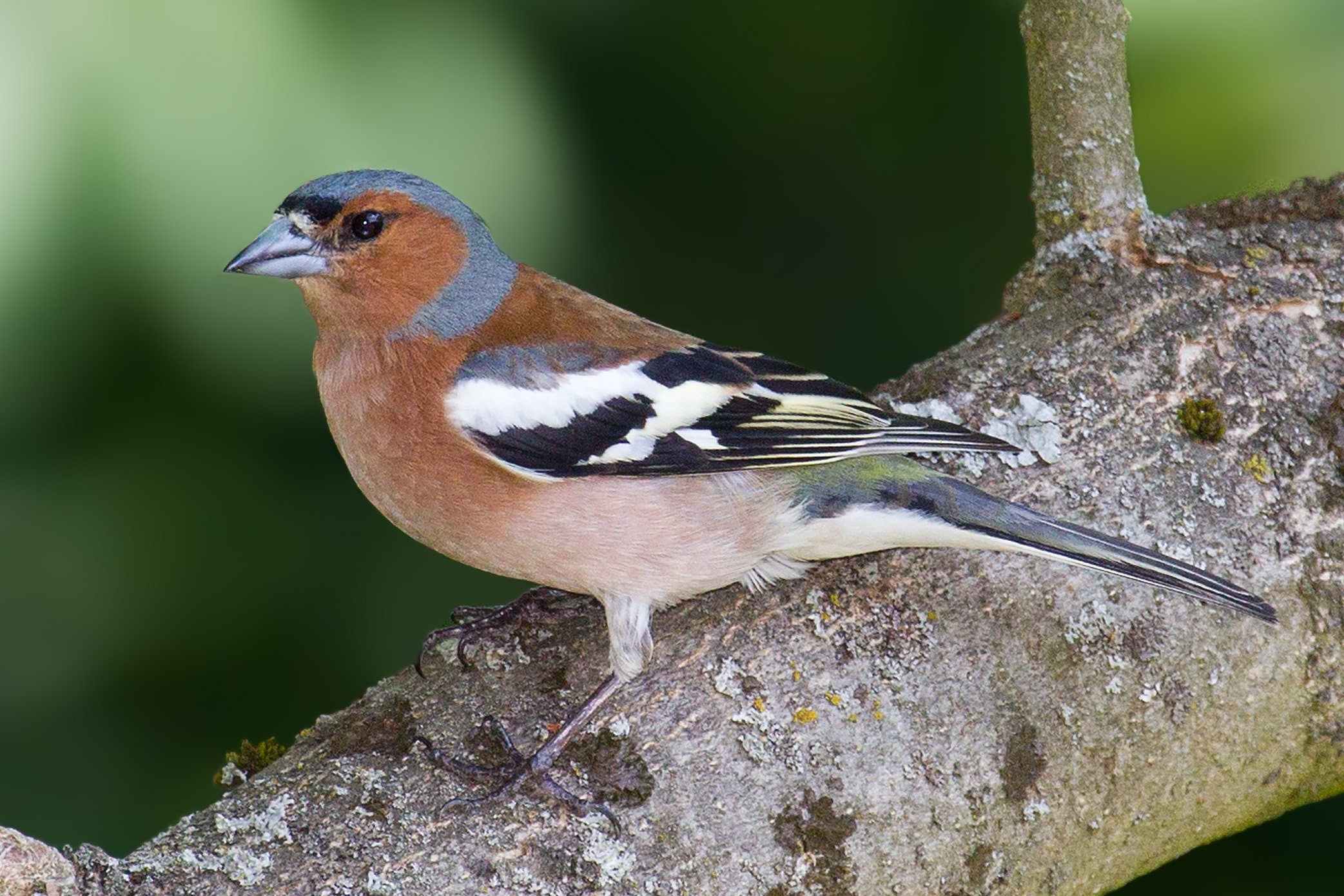
Vink (mannetje)
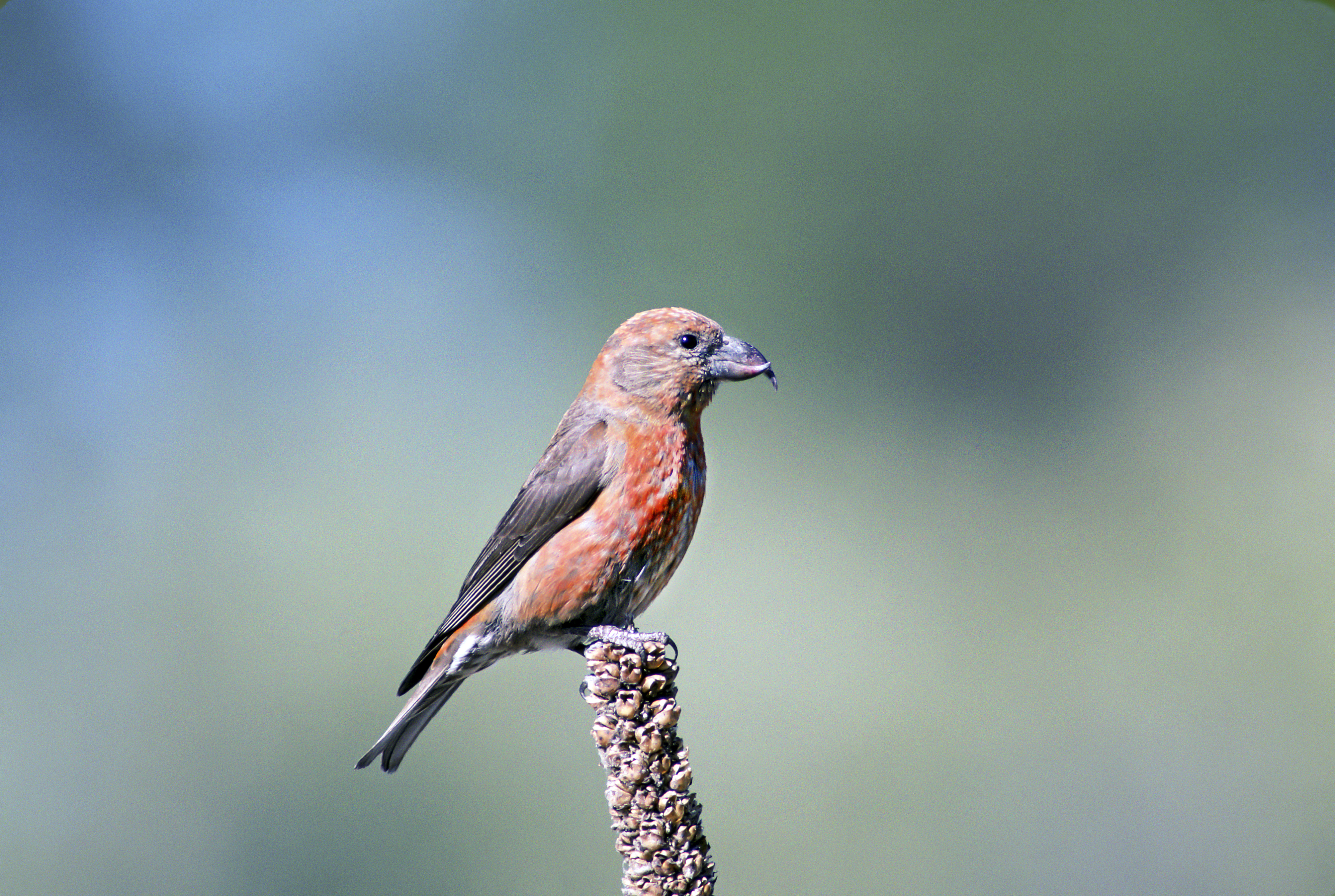
Kruisbek
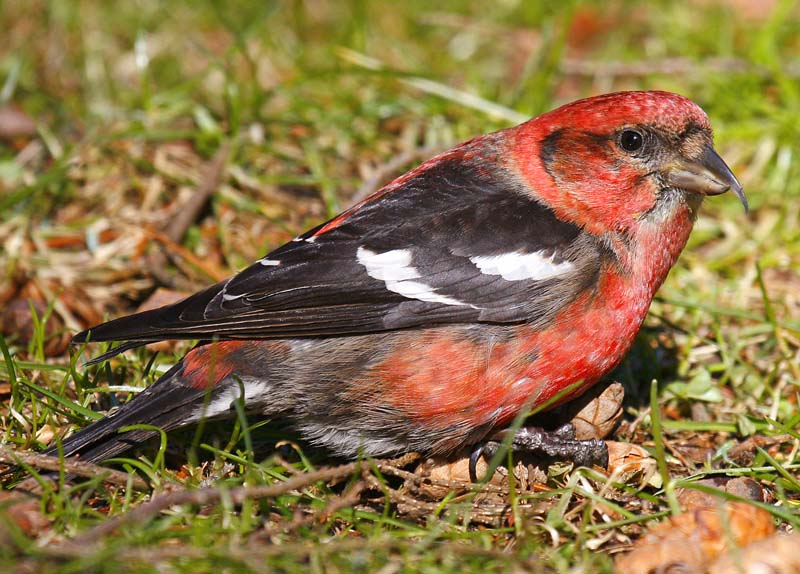
Witbandkruisbek (Loxia leucoptera)
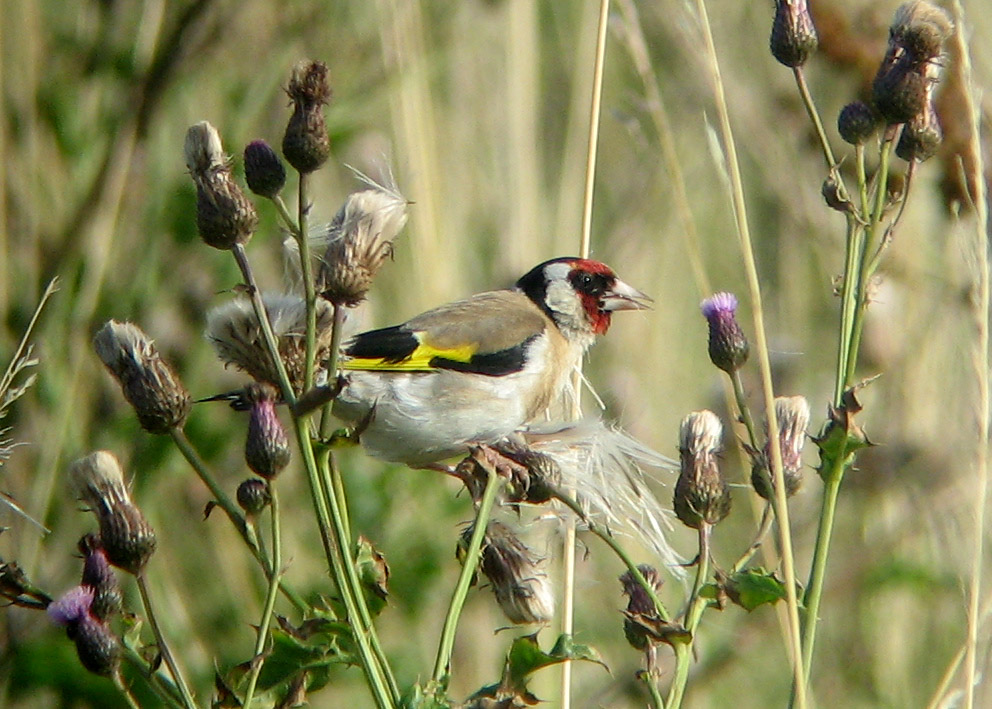
Putter
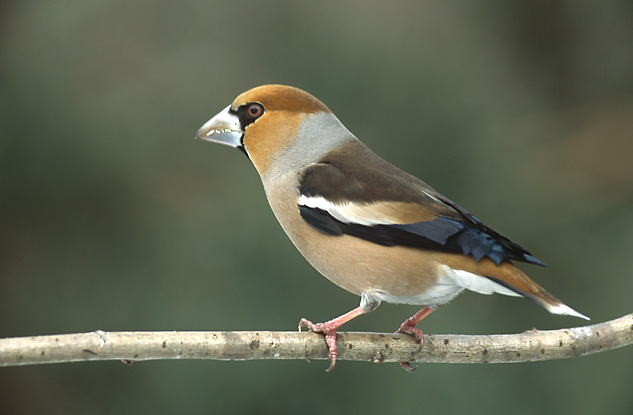
Appelvink
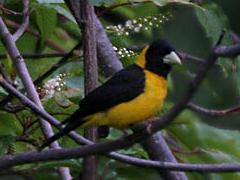
Geelnekdikbek
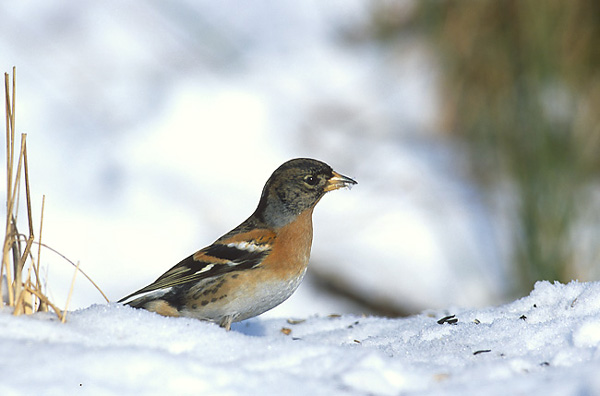
Keep
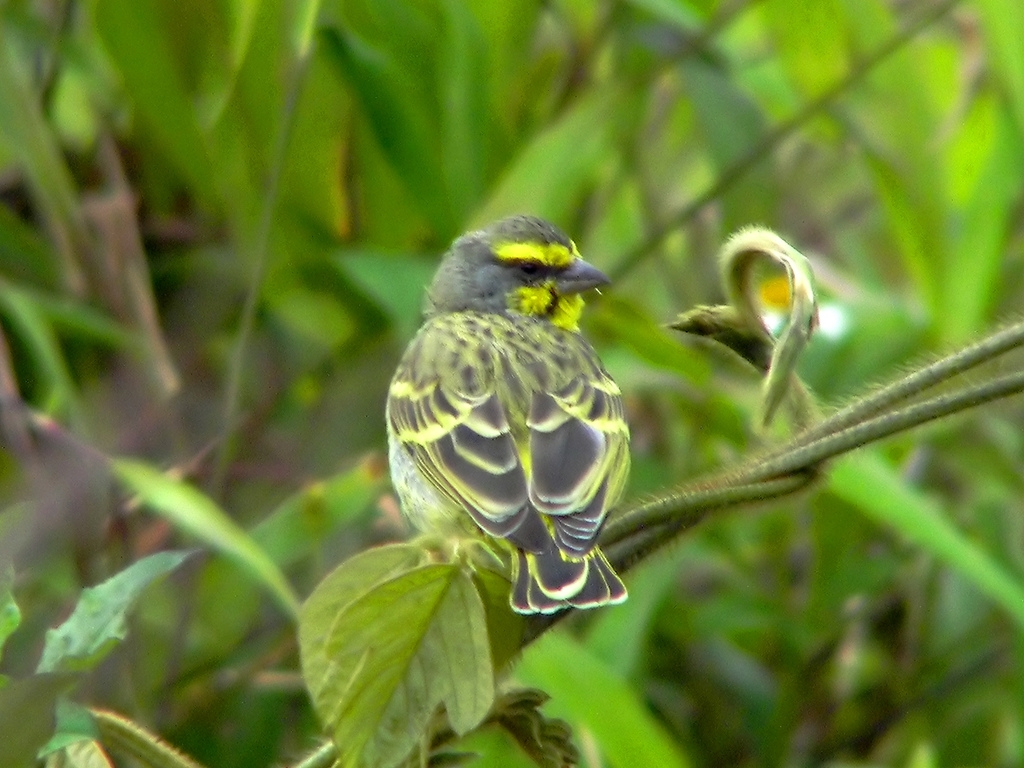
Mozambiquesijs
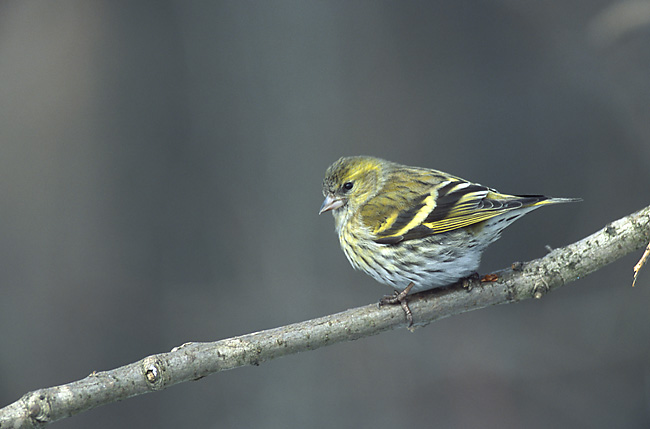
Sijs

## Taxonomie
De familie Fringillidae behoort tot de superfamilie Passeroidea. Er zijn meer vogelsoorten die de naam vink dragen, maar niet tot de Fringillidae gerekend worden, zoals de darwinvinken (Thraupidae). Verder is er de familie van prachtvinken (Estrildidae) waartoe veel kooivogels zoals de zebravink behoren. De gorzen (Emberizidae) werden vroeger ook tot deze familie gerekend, maar vormen nu een aparte familie. Al deze families behoren overigens wel tot dezelfde superfamilie Passeroidea.

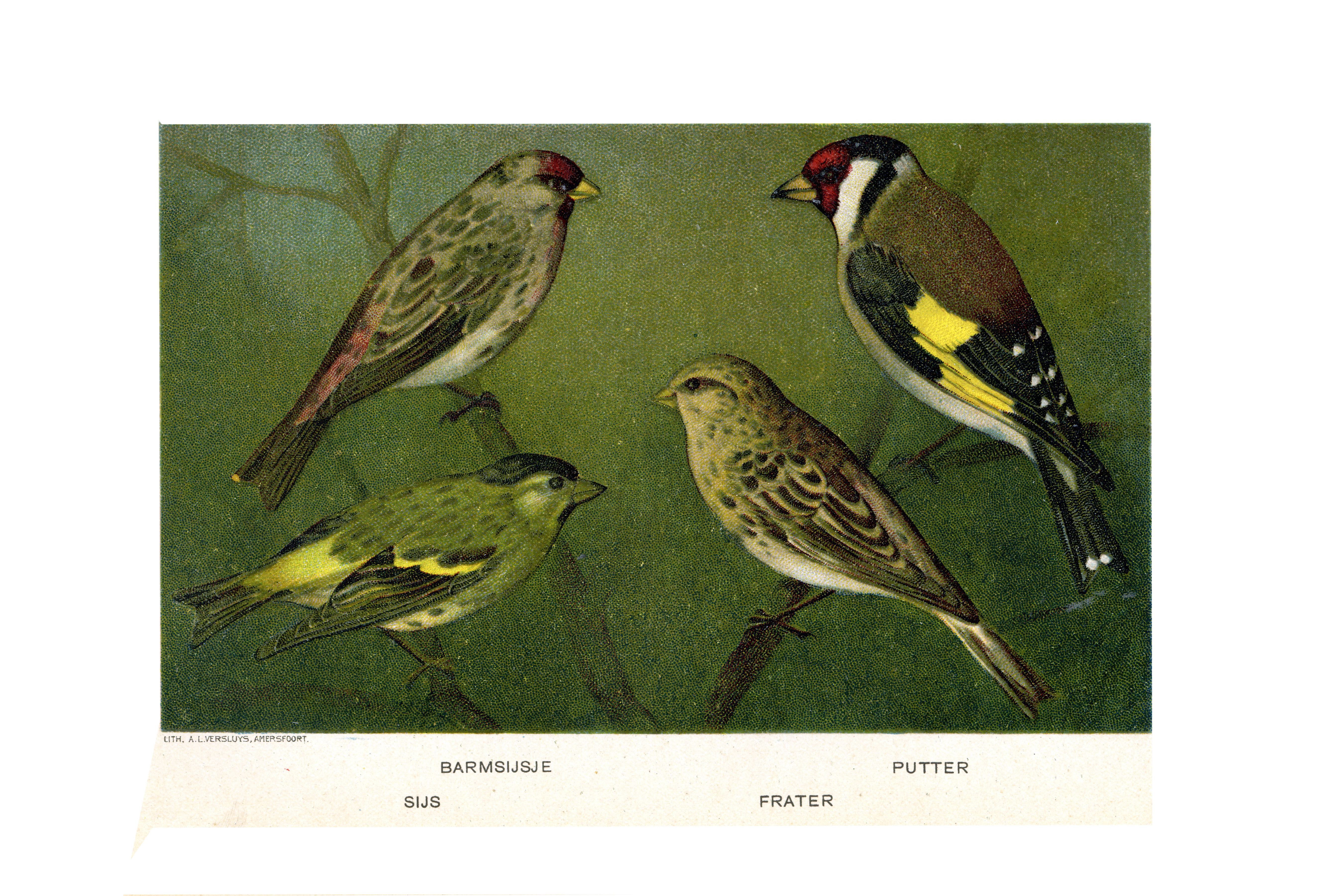
Sijs, Barmsijs, Frater en Putter

De volgende geslachten zijn bij de familie van de Vinkachtigen (Fringillidae) ingedeeld:
- Geslacht Acanthis von Borkhausen, 1797 (drie soorten barmsijzen)
- Geslacht Agraphospiza Zuccon, Prŷs-Jones, Rasmussen & Ericson, 2012 (één soort de "Blanfords roodmus")
- Geslacht Bucanetes Cabanis, 1851 (twee soorten woestijnvinken)
- Geslacht Callacanthis Reichenbach, 1850 (één soort de "Burtons goudvink")
- Geslacht Carduelis Brisson, 1760
- Geslacht Carpodacus Kaup, 1829
- Geslacht Chloris Cuvier, 1800
- Geslacht Chlorodrepanis Perkins, 1899
- Geslacht Chlorophonia Bonaparte, 1851
- Geslacht Chrysocorythus Wolters, 1967
- Geslacht Coccothraustes Brisson, 1760
- Geslacht Crithagra Swainson, 1827
- Geslacht Drepanis Temminck, 1820
- Geslacht Eophona Gould, 1851
- Geslacht Euphonia Desmarest, 1806
- Geslacht Fringilla Linnaeus, 1758
- Geslacht Haemorhous Swainson, 1837
- Geslacht Hemignathus Lichtenstein, MHK, 1839
- Geslacht Hesperiphona Bonaparte, 1850
- Geslacht Himatione Cabanis, 1850
- Geslacht Leucosticte Swainson, 1832
- Geslacht Linaria Bechstein, 1802
- Geslacht Linurgus Reichenbach, 1850
- Geslacht Loxia Linnaeus, 1758
- Geslacht Loxioides Oustalet, 1877
- Geslacht Loxops Cabanis, 1847
- Geslacht Magumma Mathews, 1925
- Geslacht Mycerobas Cabanis, 1847
- Geslacht Oreomystis Stejneger, 1903
- Geslacht Palmeria Rothschild, 1893
- Geslacht Paroreomyza Perkins, 1901
- Geslacht Pinicola Vieillot, 1808
- Geslacht Procarduelis Blyth, 1843
- Geslacht Pseudonestor Rothschild, 1893
- Geslacht Pyrrhoplectes Hodgson, 1844
- Geslacht Pyrrhula Brisson, 1760
- Geslacht Rhodopechys Cabanis, 1851
- Geslacht Rhodospiza Sharpe, 1888
- Geslacht Rhynchostruthus Sclater, PL & Hartlaub, 1881
- Geslacht Serinus Koch, 1816
- Geslacht Spinus Koch, 1816
- Geslacht Telespiza Wilson, SB, 1890

Uitgestorven geslachten:
- Geslacht Akialoa Olson & James, 1995
- Geslacht Chloridops Wilson, SB, 1888
- Geslacht Ciridops Newton, A, 1892
- Geslacht Dysmorodrepanis Perkins, 1919
- Geslacht Melamprosops Casey & Jacobi, JD, 1974
- Geslacht Psittirostra Temminck, 1820
- Geslacht Rhodacanthis Rothschild, 1892
- Geslacht Viridonia Rothschild, 1892

Acanthisittidae (Rotswinterkoningen) · Acanthizidae (Australische zangers) · Acrocephalidae (Rietzangers) · Aegithalidae (Staartmezen) · Aegithinidae (Iora's) · Alaudidae (Leeuweriken) · Alcippeidae (Alcippes) · Artamidae (Spitsvogels) ·  Atrichornithidae (Doornkruipers) · Bernieridae (Madagaskarzangers) · Bombycillidae (Pestvogels) · Buphagidae (Ossenpikkers) · Calcariidae (IJsgorzen) · Callaeidae (Nieuw-Zeelandse lelvogels) · Calyptomenidae (Afrikaanse breedbekken) · Calyptophilidae (Tapuittangaren) · Campephagidae (Rupsvogels) · Cardinalidae (Kardinaalachtigen) · Certhiidae (Echte boomkruipers) · Cettiidae (Struikzangers) · Chaetopidae (Rotsspringers) · Chloropseidae (Bladvogels) · Cinclidae (Waterspreeuwen) · Cinclosomatidae (Kwartellijsters) · Cisticolidae (Graszangers) · Climacteridae (Australische kruipers) · Cnemophilidae (Satijnvogels) · Conopophagidae (Muggeneters) · Corcoracidae (Slijknestkraaien) · Corvidae (Kraaien) · Cotingidae (Cotinga's) · Dasyornithidae (Borstelvogels) · Dicaeidae (Bastaardhoningvogels) · Dicruridae (Drongo's) · Donacobiidae (Zwartkopdonacobius) · Dulidae (Palmtapuiten) · Elachuridae (Elachura) · Emberizidae (Gorzen) · Erythrocercidae (Elfmonarchen) · Estrildidae (Prachtvinken) · Eulacestomatidae (Leldikkop) · Eupetidae (Ralbabbelaars) · Eurylaimidae (Breedbekken en hapvogels) · Falcunculidae (Harlekijndikkoppen) · Formicariidae (Mierlijsters) · Fringillidae (Vinkachtigen) · Furnariidae (Ovenvogels) · Grallariidae (Mierpitta's) · Hirundinidae (Zwaluwen) · Hyliidae (Hylia's) · Hyliotidae (Hyliota's) · Hylocitreidae (Bessendikkop) · Hypocoliidae (Zijdestaarten) · Icteridae (Troepialen) · Icteriidae (Geelborstzanger) · Ifritidae (Ifrita) · Irenidae (Irena's) · Laniidae (Klauwieren) · Leiothrichidae (Babbelaars) · Locustellidae (Sprinkhaanzangers) · Machaerirhynchidae (Bootsnavels) · Macrosphenidae (Afrikaanse zangers) · Malaconotidae (Bosklauwieren) · Maluridae (Elfjes)    · Melampittidae (Paradijspitta's) · Melanocharitidae (Bessenpikkers) · Melanopareiidae (Maansluipers) · Meliphagidae (Honingeters) · Menuridae (Liervogels) · Mimidae (Spotlijsters) · Mitrospingidae (Mitrospingustangaren) · Modulatricidae (Vlekkeellijsters) · Mohoidae (O'o's) · Mohouidae (Mohoua's) · Monarchidae (Monarchen) · Motacillidae (Kwikstaarten en piepers) · Muscicapidae (Vliegenvangers) · Nectariniidae (Honingzuigers) · Neosittidae (Boomlopers) · Nesospingidae (Puertoricaanse tangare) ·  Nicatoridae (Nicators) · Notiomystidae (Hihi) · Onychorhynchidae (Kroontirannen) ·  Oreoicidae (Oreoica's) · Oriolidae (Wielewalen en vijgvogels) · Orthonychidae (Stronklopers) · Oxyruncidae (Scherpsnavel) ·  Pachycephalidae (Dikkoppen en fluiters) · Panuridae (Baardmannetje) · Paradisaeidae (Paradijsvogels) · Paradoxornithidae (Diksnavelmezen) · Paramythiidae (Prachtbessenpikkers) · Pardalotidae (Diamantvogels) · Paridae (Mezen) · Parulidae (Amerikaanse zangers) · Passerellidae (Amerikaanse gorzen) · Passeridae (Mussen) · Pellorneidae (Grondtimalia's) · Petroicidae (Australische vliegenvangers) · Peucedramidae (Oranjekopzanger) · Phaenicophilidae (Hispaniolatangaren) · Philepittidae (Asities) · Phylloscopidae (Boszangers) · Picathartidae (Kaalkopkraaien) · Pipridae (Manakins) · Pittidae (Pitta's) · Pityriasidae (Borstelkop) · Platylophidae (Maleise kuifgaai) · Platysteiridae (Lelvliegenvangers) · Ploceidae (Wevers en verwanten) · Pnoepygidae (Pnoepyga's) · Polioptilidae (Muggenvangers) · Pomatostomidae (Australaziatische babbelaars) · Promeropidae (Afrikaanse suikervogels) · Prunellidae (Heggenmussen) · Psophodidae (Zwiepfluiters) · Ptiliogonatidae (Zijdevliegenvangers) · Ptilonorhynchidae (Prieelvogels) · Pycnonotidae (Buulbuuls) · Regulidae (Goudhaantjes) · Remizidae (Buidelmezen) · Rhagologidae (Geschubde dikkop) · Rhinocryptidae (Tapaculo's) · Rhipiduridae (Waaierstaarten) · Rhodinocichlidae (Troepiaaltangare) · Salpornithidae (Gevlekte boomkruipers) · Sapayoidae (Breedbekmanakin) · Scotocercidae (Maquiszanger) · Sittidae (Boomklevers) · Spindalidae (Spindalissen) · Stenostiridae (Elfvliegenvangers) · Sturnidae (Spreeuwen) · Sylviidae (Grasmussen) · Teretistridae (Cubaanse zangers) · Thamnophilidae (Miervogels) · Thraupidae (Tangaren) · Tichodromidae (Rotskruiper) · Timaliidae (Timalia's) · Tityridae (Tityra's) · Troglodytidae (Winterkoningen) · Turdidae (Lijsters) · Tyrannidae (Tirannen) · Urocynchramidae (Przewalski's roodmus) · Vangidae (Vanga's) · Viduidae (Wida's) · Vireonidae (Vireo's) · Zeledoniidae (Zeledonia) · Zosteropidae (Brilvogels)